# Earl Thomas
Pour les articles homonymes, voir Thomas.
(en) Statistiques sur pro-football-reference
Earl Thomas III, né le 7 mai 1989 à Orange, est un joueur américain de football américain ayant joué au poste de safety pendant dix saisons dans la National Football League (NFL) (2010-2019).

## Biographie

### Carrière universitaire
Earl Thomas évolue pour les Longhorns du Texas de 2007 à 2009. Lors de la saison 2008, Thomas réalise 63 plaquages, deux interceptions, quatre fumbles forcés et un coup de pied contré. Lors de sa deuxième saison universitaire, Thomas intercepte huit passes, en retournant deux pour un touchdown. Il joue le BCS National Championship Game 2010 qu'il perd contre Alabama.

### Carrière professionnelle
Sélectionné en quatorzième position de la draft 2010 de la NFL par les Seahawks de Seattle, Earl Thomas est l'un des joueurs les plus jeunes à être sélectionné par une franchise de NFL. Alors qu'il n'a que 20 ans, Thomas signe un contrat de cinq ans pour un total de 21,1 millions de dollars. 
Lors de sa première année dans la ligue, lors de la saison 2010, Thomas intercepte Philip Rivers à deux reprises lors de la troisième semaine de compétition. Thomas termine la saison avec 76 plaquages et cinq interceptions. 
Au cours de la saison 2011, il s'impose comme l'un des meneurs défensifs. Jouant dans l'une des meilleurs défenses de la ligue, il fait partie de la Legion of Boom. Sélectionné au Pro Bowl et dans la seconde meilleure équipe de la ligue, Thomas est classé dans les 100 meilleurs joueurs de la NFL pour la première fois de sa carrière. 
En 2012, Earl Thomas termine avec 66 plaquages et trois interceptions, et est sélectionné dans la meilleure équipe de la NFL. 
La saison 2013 des Seahawks est l'une des meilleures de la franchise. Le défenseur termine avec 105 plaquages et cinq interceptions. Seattle atteint le Super Bowl XLVIII lors duquel Thomas et ses coéquipiers rencontrent les Broncos de Denver et leur attaque record. La défense de Seattle domine l'attaque de Denver tout au long de la rencontre et les limite à 8 points, un record. Thomas réalise 7 plaquages dans la défaite 43 à 8.
Le 28 avril 2014, Thomas paraphe un contrat de quatre ans d'une valeur de 40 millions de dollars, faisant de lui le safety le mieux payé de la ligue.
Avant le début de la saison 2018, il ne se présente pas au camp d'entraînement des Seahawks, souhaitant obtenir un nouveau contrat avec l'équipe. Après avoir manqué tous les matchs préparatoires, il se rapporte finalement à l'équipe quelques jours avant le début du premier match du calendrier régulier. Il se casse la jambe lors du quatrième match du calendrier face aux Cardinals de l'Arizona et manque le restant de la saison. 
Devenu agent libre durant l'intersaison 2019, il signe un contrat de 4 ans pour 55 millions de dollars avec les Ravens de Baltimore. Il obtient une septième sélection au Pro Bowl lors de sa première saison avec les Ravens. 
Le 6 mai 2020, TMZ révèle que la femme de Thomas s'est fait arrêter le mois dernier après l'avoir menacé au fusil, quand elle avait découvert Thomas au lit avec le frère de ce dernier et une autre femme. Le 21 août, il continue de faire parler de lui lorsqu'il est renvoyé chez lui après une bagarre avec son coéquipier Chuck Clark lors du camp d'entraînement. Il est libéré par les Ravens deux jours plus tard.

## Statistiques
| Année       | Équipe             | Statut      | MJ |       | Plaquages | Plaquages | Plaquages | Plaquages |       | Interceptions | Interceptions | Interceptions | Interceptions |  | Fumbles | Fumbles |
| Année       | Équipe             | Statut      | MJ | Total | Seul      | Ast.      | Sacks     | Nb.       | Yards | Déf.          | TD            | Nb.           | Rec.          |  |         |         |
| 2008        | Longhorns du Texas | Fr.         | 13 | 70    | 51        | 19        | 0         | 2         | 0     | 0             | 0             | 0             | 0             |  |         |         |
| 2009        | Longhorns du Texas | So.         | 14 | 65    | 49        | 19        | 0         | 8         | 149   | 0             | 2             | 0             | 0             |  |         |         |
| Totaux NCAA | Totaux NCAA        | Totaux NCAA | 27 | 135   | 97        | 38        | 0         | 10        | 149   | 0             | 2             | 0             | 0             |  |         |         |

| Année      | Équipe              | MJ  |       | Plaquages | Plaquages | Plaquages | Plaquages |       | Interceptions | Interceptions | Interceptions | Interceptions |  | Fumbles | Fumbles |
| Année      | Équipe              | MJ  | Total | Seul      | Ast.      | Sacks     | Nb.       | Yards | Déf.          | TD            | Nb.           | Rec.          |  |         |         |
| 2010       | Seahawks de Seattle | 16  | 076   | 64        | 12        | 0         | 5         | 68    | 07            | 0             | 1             | 0             |  |         |         |
| 2011       | Seahawks de Seattle | 16  | 098   | 69        | 29        | 0         | 2         | 19    | 07            | 0             | 1             | 2             |  |         |         |
| 2012       | Seahawks de Seattle | 16  | 066   | 42        | 24        | 0         | 3         | 80    | 08            | 1             | 1             | 1             |  |         |         |
| 2013       | Seahawks de Seattle | 16  | 105   | 78        | 27        | 0         | 5         | 09    | 09            | 0             | 2             | 0             |  |         |         |
| 2014       | Seahawks de Seattle | 16  | 122   | 88        | 34        | 0         | 1         | 47    | 05            | 0             | 4             | 1             |  |         |         |
| 2015       | Seahawks de Seattle | 16  | 061   | 42        | 19        | 0         | 5         | 67    | 09            | 0             | 1             | 0             |  |         |         |
| 2016       | Seahawks de Seattle | 11  | 046   | 24        | 22        | 0         | 2         | 05    | 10            | 0             | 0             | 1             |  |         |         |
| 2017       | Seahawks de Seattle | 14  | 088   | 56        | 32        | 0         | 2         | 97    | 07            | 1             | 1             | 0             |  |         |         |
| 2018       | Seahawks de Seattle | 04  | 022   | 16        | 06        | 0         | 3         | 25    | 05            | 0             | 0             | 0             |  |         |         |
| 2019       | Ravens de Baltimore | 15  | 049   | 32        | 17        | 2         | 2         | 38    | 04            | 0             | 1             | 1             |  |         |         |
| Totaux NFL | Totaux NFL          | 140 | 713   | 497       | 216       | 2         | 30        | 455   | 72            | 3             | 12            | 6             |  |         |         |

| Année      | Équipe              | MJ |       | Plaquages | Plaquages | Plaquages | Plaquages |       | Interceptions | Interceptions | Interceptions | Interceptions |  | Fumbles | Fumbles |
| Année      | Équipe              | MJ | Total | Seul      | Ast.      | Sacks     | Nb.       | Yards | Déf.          | TD            | Nb.           | Rec.          |  |         |         |
| 2010       | Seahawks de Seattle | 2  | 12    | 12        | 0         | 0         | 0         | 0     | 1             | 0             | 0             | 0             |  |         |         |
| 2012       | Seahawks de Seattle | 2  | 08    | 03        | 5         | 0         | 2         | 1     | 2             | 0             | 0             | 0             |  |         |         |
| 2013       | Seahawks de Seattle | 3  | 24    | 17        | 7         | 0         | 0         | 0     | 3             | 0             | 0             | 0             |  |         |         |
| 2014       | Seahawks de Seattle | 3  | 25    | 17        | 8         | 0         | 0         | 0     | 2             | 0             | 1             | 0             |  |         |         |
| 2015       | Seahawks de Seattle | 2  | 13    | 05        | 8         | 0         | 0         | 0     | 1             | 0             | 0             | 0             |  |         |         |
| 2019       | Ravens de Baltimore | 1  | 07    | 06        | 1         | 1         | 0         | 0     | 0             | 0             | 0             | 0             |  |         |         |
| Totaux NFL | Totaux NFL          | 13 | 89    | 60        | 29        | 1         | 2         | 1     | 9             | 0             | 1             | 0             |  |         |         |